# Sebastian Øgaard
Sebastian Øgaard (Ejstrupholm, Dinamarca; 30 de enero de 2004) es un piloto de automovilismo danés. Fue tercero del Campeonato de Fórmula 4 Danesa en 2020 y de la temporada inaugural de la Eurocup-3 con MP Motorsport,  y subcampeón del Campeonato de España de F4 en 2021.

## Carrera

### Inicios
Øgaard inicio en el Karting en 2014 en el Danish Championship en la categoría Cadet Mini.

### Eurofórmula Open
En 2022, Øgaard compitió en la Eurofórmula Open con Van Amersfoort Racing. En las primeras cuatro rondas, registró dos podios, uno de ellos una victoria, y terminó todas las carreras dentro de los puntos. Van Amersfoot Racing se retiró de la serie después de la cuarta ronda.
En ese momento, Øgaard era cuarto en el campeonato y finalmente se clasificó octavo al final del campeonato a pesar de perderse la mitad de la temporada.

### Fórmula Regional

#### 2022

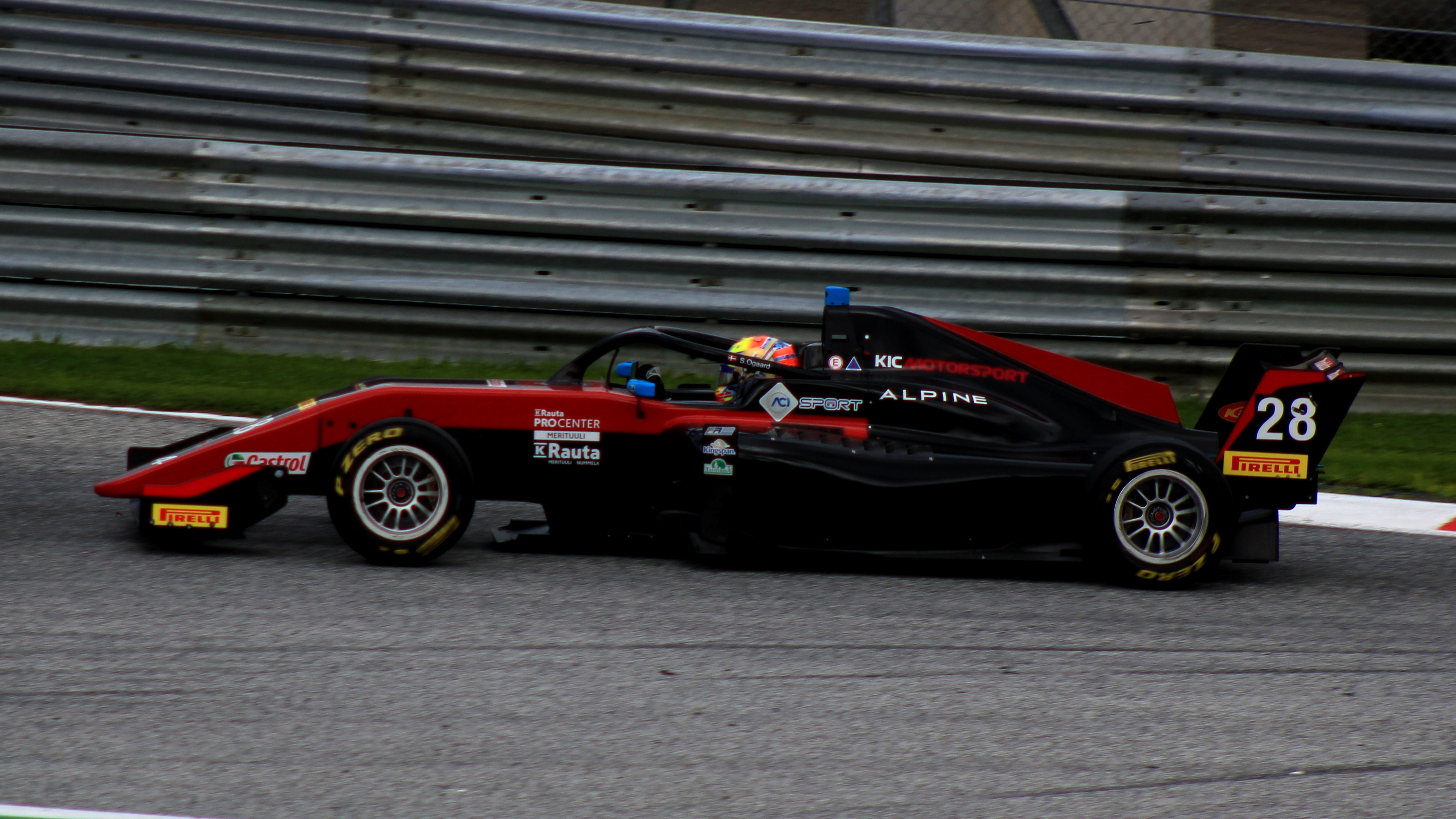
Øgaard en el Red Bull Ring, 2022.

Øgaard ingresó a las últimas tres rondas del Campeonato de Fórmula Regional Europea de 2022 como invitado. Conduciendo para KIC Motorsport, siendo su mejor resultado en seis carreras ser vigésimo cuarto.

#### 2023
Øgaard sería anunciado para competir en el Campeonato de Fórmula Regional de Medio Oriente de 2023 con Hyderabad Blackbirds by MP Motorsport. En el campeonato quedaría en el 24.º lugar con solo 10 puntos sumados.

### Eurocup-3
Øgaard compite en la temporada inaugural de la Eurocup-3 de 2023, nuevamente con MP Motorsport.

## Resumen de carrera
| Temporada | Categoría                                       | Equipo                                | Carreras | Victorias | Poles | VR | Podios | Puntos | Pos. |
| --------- | ----------------------------------------------- | ------------------------------------- | -------- | --------- | ----- | -- | ------ | ------ | ---- |
| 2019      | Campeonato de Fórmula 4 Danesa                  | FSP                                   | 3        | 0         | 0     | 0  | 0      | 20     | 14.º |
| 2019      | Campeonato de España de F4                      | MP Motorsport                         | 3        | 0         | 0     | 0  | 0      | 0      | NC†  |
| 2020      | Campeonato de Fórmula 4 Danesa                  | Team FSP                              | 6        | 4         | 0     | 5  | 5      | 121    | 3.º  |
| 2020      | Campeonato de Italia de Fórmula 4               | Bhaitech                              | 20       | 0         | 0     | 0  | 0      | 12     | 20.º |
| 2021      | Campeonato de España de F4                      | Campos Racing                         | 21       | 4         | 0     | 1  | 8      | 231    | 2.º  |
| 2022      | Eurofórmula Open                                | Van Amersfoort Racing                 | 8        | 1         | 0     | 0  | 2      | 114    | 8.º  |
| 2022      | Campeonato de Fórmula Regional Europea          | KIC Motorsport                        | 6        | 0         | 0     | 0  | 0      | 0      | NC†  |
| 2023      | Campeonato de Fórmula Regional de Medio Oriente | Hyderabad Blackbirds by MP Motorsport | 6        | 0         | 0     | 0  | 0      | 10     | 24.º |
| 2023      | Eurocup-3                                       | MP Motorsport                         | 16       | 1         | 0     | 2  | 7      | 222    | 3.º  |
| Fuente:   |                                                 |                                       |          |           |       |    |        |        |      |

## Resultados

### Campeonato de Italia de Fórmula 4
(Clave) (negrita indica pole position) (cursiva indica vuelta rápida puntuable)

| Año  | Equipo   | 1   | 1   | 1   | 2    | 2    | 2    | 3   | 3   | 3   | 4   | 4   | 4   | 5   | 5   | 5   | 6    | 6    | 6    | 7   | 7   | 7   | Pos. | Puntos |
| ---- | -------- | --- | --- | --- | ---- | ---- | ---- | --- | --- | --- | --- | --- | --- | --- | --- | --- | ---- | ---- | ---- | --- | --- | --- | ---- | ------ |
| 2020 | Bhaitech | MIS | MIS | MIS | IMO1 | IMO1 | IMO1 | SPI | SPI | SPI | MUG | MUG | MUG | MNZ | MNZ | MNZ | IMO2 | IMO2 | IMO2 | VLL | VLL | VLL | 20.º | 114    |
| 2020 | Bhaitech | Ret | 10  | 21† | 15   | 12   | 15   | 14  | 13  | 14  | 8   | 19  | 15  | 7   | 10  | 15  | Ret  | Ret  | Ret  | 20  | C   | 23  | 20.º | 114    |

### Eurofórmula Open
(Clave) (negrita indica pole position) (cursiva indica vuelta rápida puntuable)

| Año  | Escudería             | 1   | 1   | 1   | 2   | 2   | 3   | 3   | 3   | 4   | 4   | 4   | 5   | 5   | 5   | 6   | 6   | 6   | 7   | 7   | 7   | 8   | 8   | 8   | 9   | 9   | 9   | Pos. | Puntos |
| ---- | --------------------- | --- | --- | --- | --- | --- | --- | --- | --- | --- | --- | --- | --- | --- | --- | --- | --- | --- | --- | --- | --- | --- | --- | --- | --- | --- | --- | ---- | ------ |
| 2022 | Van Amersfoort Racing | EST | EST | EST | PAU | PAU | LEC | LEC | LEC | SPA | SPA | SPA | HUN | HUN | HUN | IMO | IMO | IMO | SPI | SPI | SPI | MNZ | MNZ | MNZ | BAR | BAR | BAR | 8.º  | 114    |
| 2022 | Van Amersfoort Racing | 4   | 3   | 1   | 7   | 6   | 5   | 8   | 5   | 6   | 5   | 7   |     |     |     |     |     |     |     |     |     |     |     |     |     |     |     | 8.º  | 114    |

### Campeonato de Fórmula Regional Europea
(Clave) (negrita indica pole position) (cursiva indica vuelta rápida puntuable)

| Año  | Equipo         | 1   | 1   | 2   | 2   | 3   | 3   | 4   | 4   | 5   | 5   | 6   | 6   | 7   | 7   | 8   | 8   | 9   | 9   | 10  | 10  | Pos. | Puntos |
| ---- | -------------- | --- | --- | --- | --- | --- | --- | --- | --- | --- | --- | --- | --- | --- | --- | --- | --- | --- | --- | --- | --- | ---- | ------ |
| 2022 | KIC Motorsport | MNZ | MNZ | IMO | IMO | MON | MON | LEC | LEC | ZAN | ZAN | BUD | BUD | SPA | SPA | SPI | SPI | BAR | BAR | MUG | MUG | NC   | 0      |
| 2022 | KIC Motorsport |     |     |     |     |     |     |     |     |     |     |     |     |     |     | 27  | 29  | 27  | 24  |     |     | NC   | 0      |

### Campeonato de Fórmula Regional de Medio Oriente
(Clave) (negrita indica pole position) (cursiva indica vuelta rápida puntuable)

| Año  | Equipo                                | 1    | 1    | 1    | 2    | 2    | 2    | 3    | 3    | 3    | 4    | 4    | 4    | 5   | 5   | 5   | Pos. | Puntos |
| ---- | ------------------------------------- | ---- | ---- | ---- | ---- | ---- | ---- | ---- | ---- | ---- | ---- | ---- | ---- | --- | --- | --- | ---- | ------ |
| 2023 | Hyderabad Blackbirds by MP Motorsport | DUB1 | DUB1 | DUB1 | KUW1 | KUW1 | KUW1 | KUW2 | KUW2 | KUW2 | DUB2 | DUB2 | DUB2 | YMC | YMC | YMC | 24.º | 10     |
| 2023 | Hyderabad Blackbirds by MP Motorsport | 7    | 8    | 17   |      |      |      |      |      |      | 19   | 17   | 17   |     |     |     | 24.º | 10     |

### Eurocup-3
(Clave) (negrita indica pole position) (cursiva indica vuelta rápida puntuable)

| Año     | Equipo        | 1   | 1   | 2   | 2   | 3   | 3   | 4   | 4   | 5   | 5   | 6   | 6   | 7   | 7   | 8   | 8   | Pos. | Puntos |
| ------- | ------------- | --- | --- | --- | --- | --- | --- | --- | --- | --- | --- | --- | --- | --- | --- | --- | --- | ---- | ------ |
| 2023    | MP Motorsport | SPA | SPA | ARA | ARA | MNZ | MNZ | ZAN | ZAN | JER | JER | EST | EST | VAL | VAL | BAR | BAR | 3.º  | 222    |
| 2023    | MP Motorsport | 5   | 8   | 2   | 4   | 2   | 5   | 2   | 3   | 4   | 1   | 4   | 2   | 5   | 2   | 4   | 6   | 3.º  | 222    |
| Fuente: |               |     |     |     |     |     |     |     |     |     |     |     |     |     |     |     |     |      |        |